# Haag bei Treuchtlingen
Haag bei Treuchtlingen ist ein Gemeindeteil der Stadt Treuchtlingen im Landkreis Weißenburg-Gunzenhausen (Mittelfranken, Bayern). Die Gemarkung Haag bei Treuchtlingen hat eine Fläche von 4,543 km². Sie ist in 398 Flurstücke aufgeteilt, die eine durchschnittliche Flurstücksfläche von 11415,77 m² haben. In ihr liegen neben dem namensgebenden Ort die Gemeindeteile Dickmühle, Hürth, Mattenmühle, Neufang, Rutzenhof, Schürmühle und Steinbruch.

## Geografische Lage
Das Dorf liegt 3,5 Kilometer südwestlich von Treuchtlingen. Circa einen halben Kilometer westlich des Dorfes befindet sich der Hirschberg (529 m ü. NHN), einen halben Kilometer südlich die Röthelhöhe und einen dreiviertel Kilometer südwestlich der Galgenberg. Auf einem Geländevorsprung in das Tal Richtung Möhren liegen die Wälle einer mittelalterlichen Burg, die 1263 von Ludwig dem Strengen zerstört worden sein soll. Gemeindeverbindungsstraßen führen nach Steinbruch und nach Rehlingen.

## Geschichte
Man geht davon aus, dass der Ort im 12. Jahrhundert vom Benediktinerinnenkloster St. Walburg gegründet wurde. Erstmals schriftlich erwähnt wird er 1214 als „Gütlein zu Hage“, das im Besitz der Marschälle von Pappenheim war.
Der Ortsname leitet sich von germ. *haga ab, womit eine „eingehegte Stelle“ bezeichnet wird. 1360 gehörten die Güter dem Kloster St. Walburg, während die Marschälle zu dieser Zeit nur das Vogteirecht ausübten.
1824 gab es in Haag sieben Wohngebäude, gegenwärtig sind es zwölf.
Mit dem Gemeindeedikt im 19. Jahrhundert entstand die Ruralgemeinde Haag bei Treuchtlingen, zu der Blockhaus, Dickmühle, Höfen, Hürth, Lohhof, Mattenmühle, Neufang, Neuherberg, Rutzenhof, Schürmühle und Steinbruch gehörten. Um 1900 wurde Steinbruch nach Treuchtlingen eingemeindet. Am 1. Januar 1972 wurde die Gemeinde im Zuge Bayerischen Gebietsreform nach Treuchtlingen eingegliedert, außer den Gemeindeteilen Höfen, Lohhof und Neuherberg, die am gleichen Tag zu Langenaltheim kamen.

### Baudenkmäler
- Scheune

### Einwohnerentwicklung
Gemeinde Haag bei Treuchtlingen
| Jahr          | 1910 | 1933 | 1939 | 2011 | 2019 |
| Einwohnerzahl | 188  | 203  | 191  | 101  | 86   |